# Wohn- und Geschäftshaus Schillerstraße 47

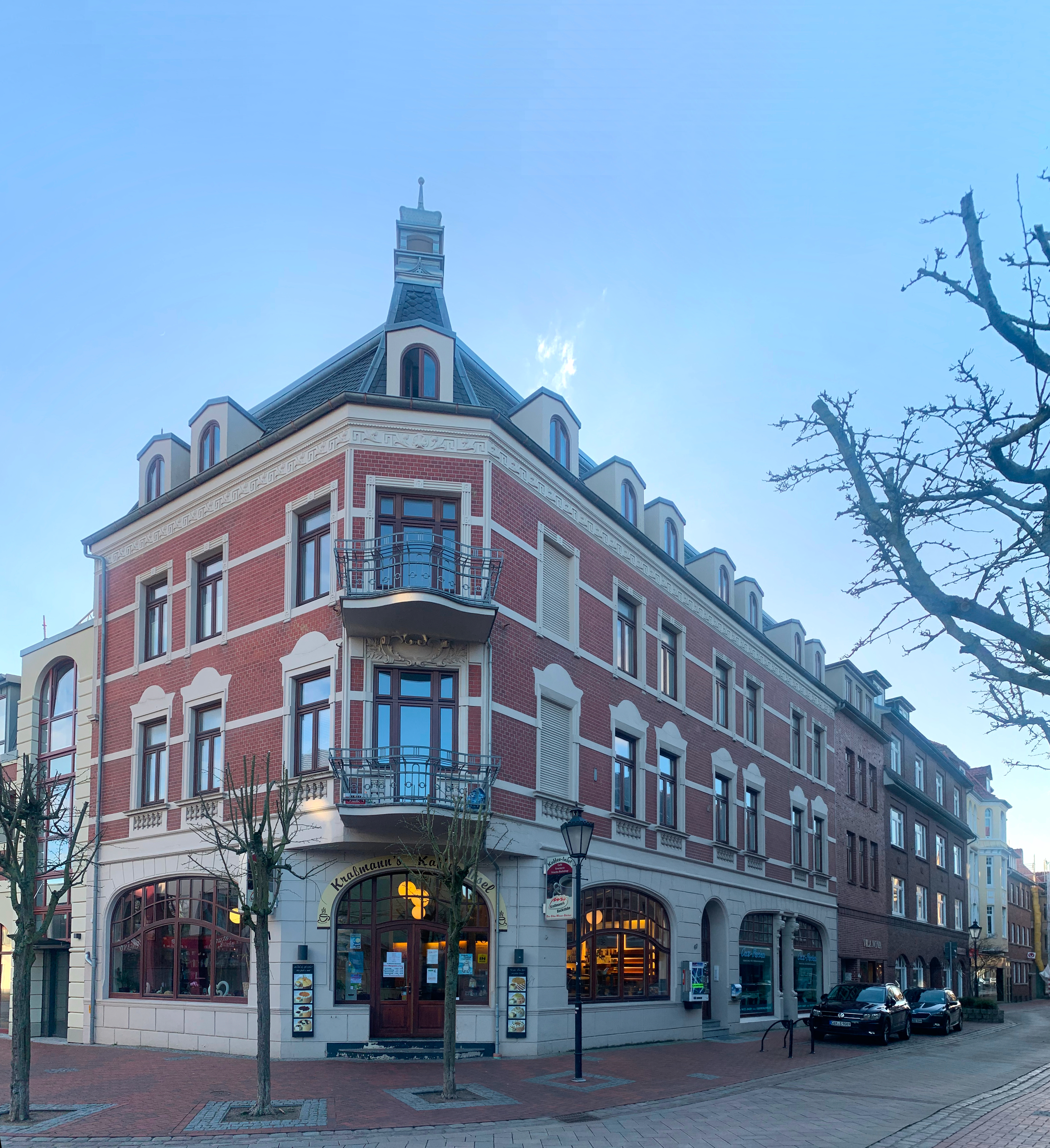
Haus Schillerstraße 47

Das Wohn- und Geschäftshaus Schillerstraße 47, Ecke Grüner Weg, in der niedersächsischen Kreisstadt Cuxhaven im Landkreis Cuxhaven stammt vom Anfang des 20. Jahrhunderts.
Aktuell (2024) wird es für Wohnungen, Café, Laden und Büros genutzt.
Das Gebäude steht unter Denkmalschutz (siehe auch Liste der Baudenkmale in Cuxhaven).

## Geschichte und Beschreibung
Die Schillerstraße (früher Alte Deichstraße) im Lotsenviertel – eine Fußgänger- und Einkaufsstraße – führt in Ost-West-Richtung. Hafennah wohnten hier früher bevorzugt Lotsen und Familien mit Seefahrtsberufen. 2010 wurde die Schillerstraße verkehrsberuhigt ausgebaut.

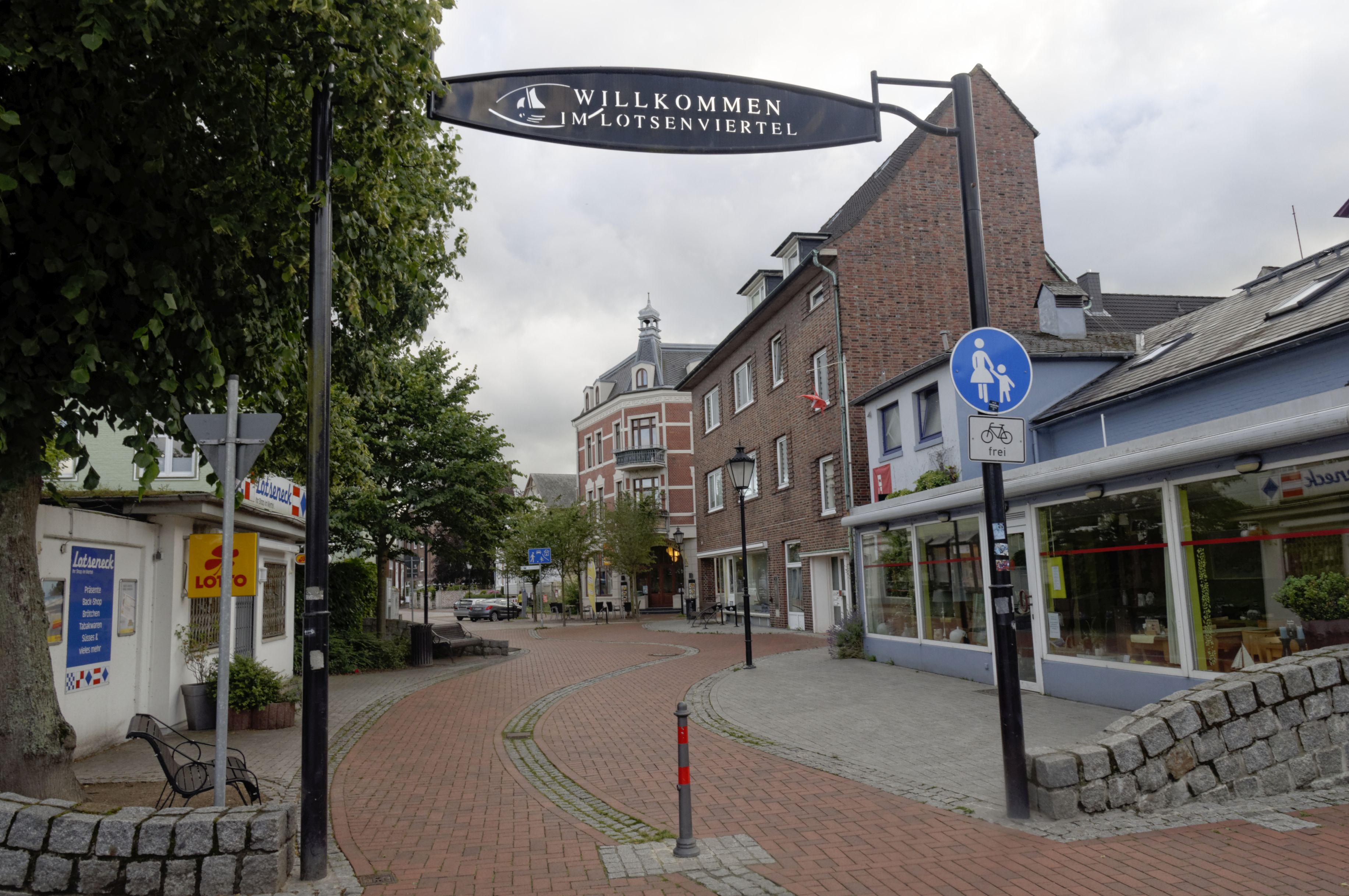
Schillerstraße

Das dreigeschossige traufständige Eckgebäude mit schiefergedecktem Mansarddach mit vielen Giebelgauben wurde 1907 nach Plänen von John Polack gebaut. Die Fassaden wurden straßenseitig gestaltet und gegliedert mit dem in Scheinquaderung verputzten Erdgeschoss mit den Läden und in den beiden verklinkerten Obergeschossen mit Putzornamentik und Rahmungen im Bereich der Fenster und mit mehreren horizontalen Bändern. Die markante abgeschrägte Ecke wird betont durch den Eingang, zwei Balkonen mit Gußgittern und dem quadratischen Türmchen als oberer Abschluss mit einer Laterne, einer geschwungenen Glockenhaube und darauf der Spitze.
Das Landesdenkmalamt befand u. a.: „… Beispiele dieser Periode, die architektonisch unterschiedliche stilistische Strömungen vereint, stellt auch das […] Haus mit der Nr. 47 dar … .“
Architekt Polack entwarf in Cuxhaven auch die Gruppe Wohnhäuser Karpfanger- und Lappestraße, das Wohn- und Geschäftshaus Holstenstraße 7 (1915) und das Mehrfamilienhaus Catharinenstraße 55 (1904).